# Castor fiber fiber
Sous-espèce
Le Castor fiber fiber, parfois appelé castor scandinave ou castor norvégien, est une sous-espèce du castors eurasiens. Elle a  probablement[Quoi ?]. Son castoréum semble présenter des différences chimiques perceptibles par l'odorat des individus de cette sous-espèce (mais pas ses sécrétions anales)... par rapport au moins aux sécrétions des individus d'une autre sous-espèce proche (Castor fiber albicus, Matschie, 1907), selon Rosell et Steifetten (2004).

### références taxonomiques
- (en) NCBI : Castor fiber fiber (taxons inclus)